# Manuela Vellés

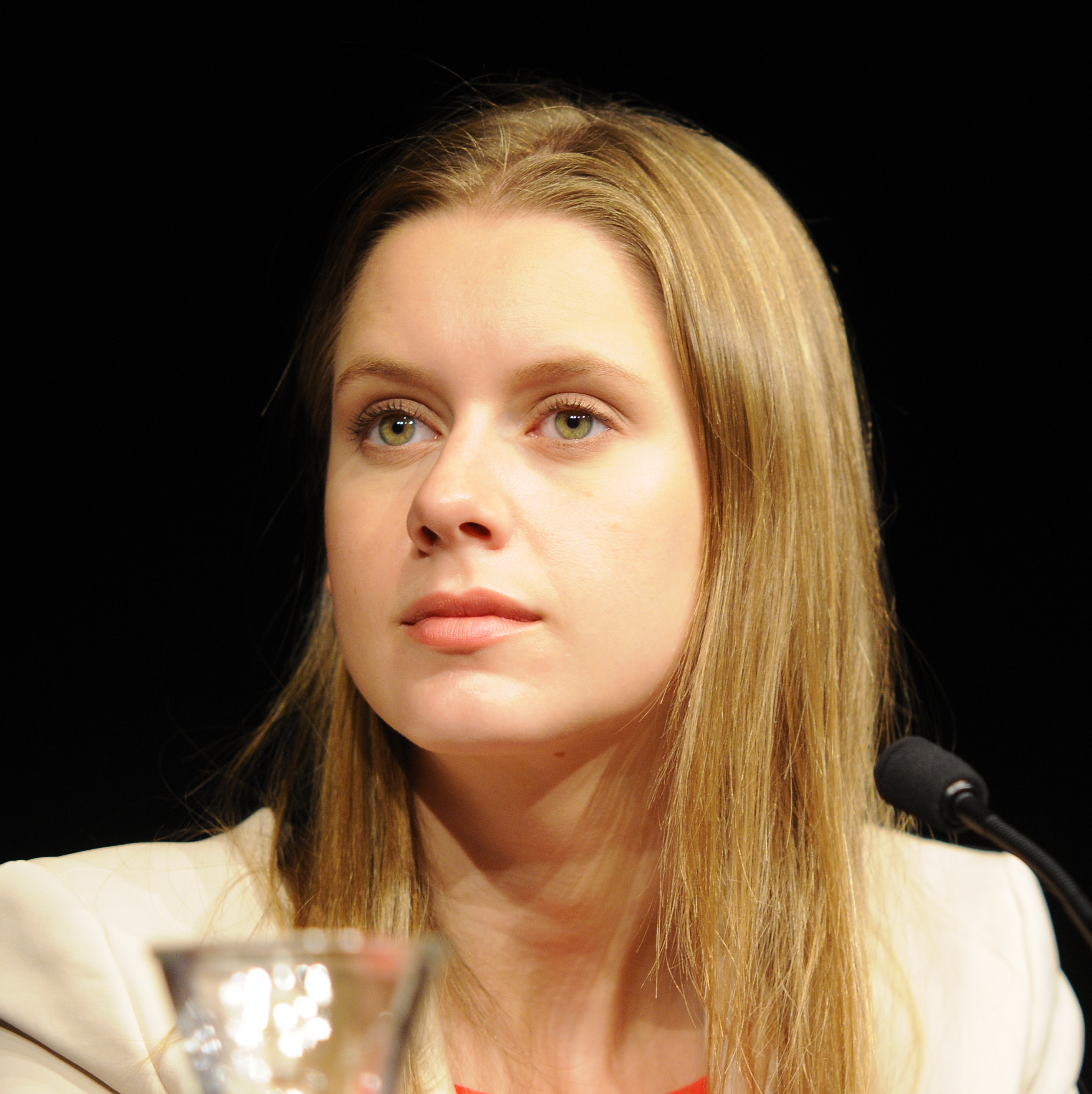
Manuela Vellés

Manuela Vellés (* 16. Januar 1987 in Madrid) ist eine spanische Theater- und Filmschauspielerin und Musikerin.

## Leben
Manuela Vellés wurde in der Theaterschule von Juan Carlos Coraza in Madrid ausgebildet. 2007 erfolgte mit Caótica Ana ihr Filmdebüt. Ab 2010 spielte sie „Helena“ in der Historienserie Hispania, la leyenda. Ab 2013 spielte sie „Luisa“ in der Serie Velvet. 2018 erschien mit Subo Bajo ihr Folkpop-Debütalbum als Musikerin. 2019 wirkte sie in High Seas als blinde Passagierin „Sofia“ mit.

## Filmografie (Auswahl)
- 2007: Caótica Ana
- 2008: Camino
- 2010: Retornos
- 2010: Kidnapped (Secuestrados)
- 2010–2012: Hispania, la leyenda (Fernsehserie, 20 Folgen)
- 2012: Auf der Suche nach Eimish (Buscando a Eimish)
- 2013: Somos gente honrada
- 2013: Al final todos mueren
- 2013–2015: Velvet (Fernsehserie, 30 Folgen)
- 2015: La novia
- 2015: Lobos sucios
- 2017: Las siete muertes
- 2017: Muse – Worte können tödlich sein (Muse)
- 2018: Alegría, tristeza
- 2019: La influencia – Böser Einfluss (La influencia)
- 2019: High Seas (Alta Mar, Fernsehserie, 15 Folgen)
- 2020: El ministerio del tiempo (Fernsehserie, 6 Folgen)
- 2022: Culpa (auch Drehbuch und Künstlerische Leitung)
- 2023: Cites (Fernsehserie, Folge 3x01)
- 2023: Memento Mori (Fernsehserie, 6 Folgen)
- 2024: Caída libre
- 2024: El bus de la vida
- 2024–2025: Asuntos internos (6 Folgen)
- 2025: Cuatro paredes